# Ōmishima-Kunstmuseum
Das Ōmishima-Kunstmuseum (japanisch 今治市大三島美術館 Imabarishi-Ōmishima-Bijutsukan) befindet sich auf der Westseite der Insel Ōmishima in der japanischen Seto-Inlandsee. Die Insel gehört zum Verwaltungsgebiet der Stadt Imabari der Präfektur Ehime. Das Museum wurde im Juli 1986 eröffnet und umfasst etwa tausend Werke von der späten Shōwa-Ära bis zur Gegenwart, darunter hauptsächlich japanische Gemälde. Die meisten Werke in der Museumssammlung sind Werke von Künstlern, die nach 1940 geboren wurden. Zur zeitgenössischen Kunst zählen Werke von Toshio Tabuchi (田渕 俊夫) und Chinami Nakajima (中島 千波). Neben Gemälden sind auch Skizzen ausgestellt, die die Emotionen der Künstler während des Entwurfsprozesses zeigen.
Das Museumsgrundstück hat eine Fläche von 976,38 m². Das Museumsgebäude ist einstöckig und aus Stahlbeton gebaut.
Die Geschossfläche beträgt 829,64 m² und teilt sich in folgende Räumlichkeiten auf:
- Großer Ausstellungsraum
- Kleiner Ausstellungsraum
- Toshio-Tabuchi-Gedächtnisraum
- Raum mit gemischter Nutzung (Rastecke, Warenverkaufsfläche)
- Lager, Büro und Empfangsraum

Der Toshio-Tabuchi-Gedächtnisraum wurde zum zehnten Jahrestag der Eröffnung des Museums hinzugefügt.

## Weitere Museen auf Ōmishima
- Ken Iwata Mother and Child Museum
- Murakami-Santō-Gedenkmuseum
- Tokoro Museum Omishima
- Toyo-Ito-Architekturmuseum